# Нембрини Пирони Гонзага, Чезаре
Чезаре Нембрини Пирони Гонзага (итал. Cesare Nembrini Pironi Gonzaga; 27 ноября 1768, Анкона, Папская область — 5 декабря 1837, Нумана, Папская область) — итальянский кардинал, доктор обоих прав. Епископ Анконы и Уманы с 24 мая 1824 по 5 декабря 1837. Кардинал-священник с 27 июля 1829, с титулом церкви Сант-Анастазия с 28 сентября 1829.